# Степное (Белогорский район)
Степное (ранее Секизе́к; укр. Степове, крымскотат. Sekizek, Секизек) — исчезнувшее село в Белогорском районе Республики Крым, на территории Зыбинского сельсовета. Располагалось на севере района, в степном Крыму, около 4 км к западу от современного села Зыбины.

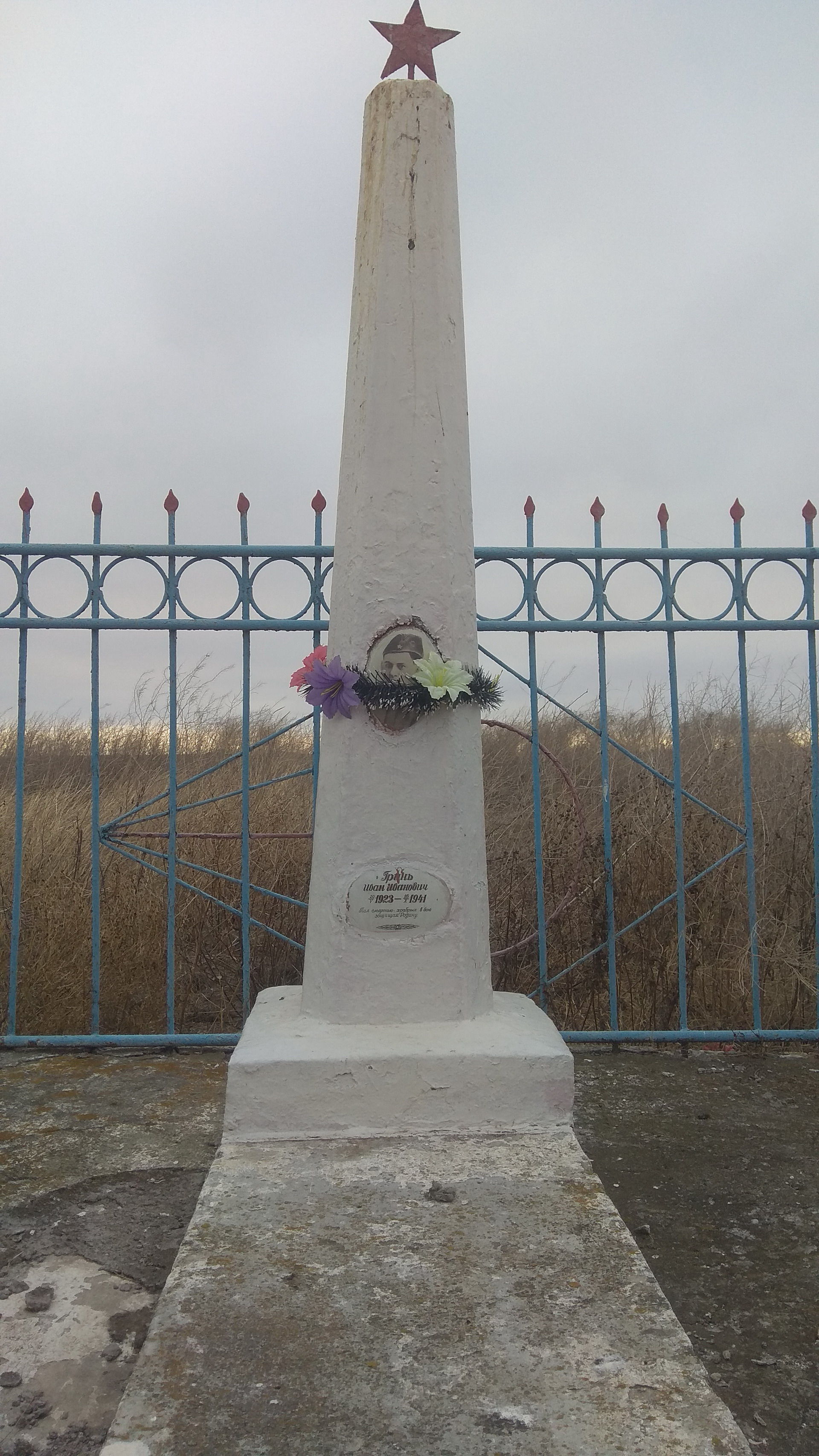
Могила солдата 1941 г. на месте бывшего села Секизек

## История
Первое документальное упоминание села встречается в Камеральном Описании Крыма… 1784 года, судя по которому, в последний период Крымского ханства Секизек (в описании Секиен) входил в Карасубазарский кадылык Карасубазарского каймаканства. После присоединения Крыма к России (8) 19 апреля 1783 года, (8) 19 февраля 1784 года, именным указом Екатерины II сенату, на территории бывшего Крымского Ханства была образована Таврическая область и деревня была приписана к Симферопольскому уезду. После Павловских реформ, с 1796 по 1802 год, входила в Акмечетский уезд Новороссийской губернии. По новому административному делению, после создания 8 (20) октября 1802 года Таврической губернии, Секизек был включён в состав Табулдынской волости Симферопольского уезда.
По Ведомости о всех селениях в Симферопольском уезде состоящих с показанием в которой волости сколько числом дворов и душ… от 9 октября 1805 года в деревне Секизек числилось 19 дворов и 108 жителей, исключительно крымских татар. На военно-топографической карте генерал-майора Мухина 1817 года обозначена деревня Секезек как Сегезек с 22 дворами. Согласно энциклопедическому словарю «Немцы России» в 1820 году в деревню Шекизек (или Секизек), на 275 десятин земли, заселились крымские немцы-лютеране, но другими источниками это не подтверждается. После реформы волостного деления 1829 года Секизен, согласно «Ведомости о казённых волостях Таврической губернии 1829 года» отнесли к Айтуганской волости (переименованной из Табулдинской). На карте 1836 года в деревне 20 дворов, как и на карте 1842 года.
В 1860-х годах, после земской реформыАлександра II, деревню приписали к Зуйской волости. В «Списке населённых мест Таврической губернии по сведениям 1864 года», составленном по результатам VIII ревизии 1864 года, Секизек — владельческая татарская деревня с 10 дворами, 49 жителями и мечетью при колодцахъ. По обследованиям профессора А. Н. Козловского начала 1860-х годов, в селении имелись колодцы глубиной 1 сажень, все с солёной водой. На трёхверстовой карте Шуберта 1865—1876 года в деревне Секизек обозначено 8 дворов. В «Памятной книге Таврической губернии 1889 года» по результатам Х ревизии 1887 года записан Секизек с 20 дворами и 132 жителями.
После земской реформы 1890 года Секизек отнесли к Табулдинской волости. Сохранился документ о выдаче ссуды неким Изааку, Дикам, Гоосену, Круг и др. под залог имения при деревне Секизек от 27 февраля 1890 года. Согласно «…Памятной книжке Таврической губернии на 1892 год», в деревне Секизек, входившей в Айтуганское сельское общество, числилось 129 жителей в 18 домохозяйствах, 16 хозяйств безземельные, на подробной военно-топографической карте 1892 года в Секизеке обозначены 21 двор с татарским населением. По «…Памятной книжке Таврической губернии на 1900 год» в деревне числилось 58 жителей в 15 дворах, в 1911, согласно энциклопедии «Немцы России», 169 человек. По Статистическому справочнику Таврической губернии. Ч.II-я. Статистический очерк, выпуск шестой Симферопольский уезд, 1915 год, в деревне Секизек Табулдинской волости Симферопольского уезда числилось 20 дворов с татарским населением в количестве 91 человек приписных жителей и 12 — «посторонних», из которых 142 мужчины и 49 женщин. Жители владели 1733 десятинами удобной земли. В хозяйствах имелось 50 лошадей, 20 волов, 30 коров и 400 голов мелкого скота. Согласно списку 1915 года «…отдельных русских подданных из австрийских, венгерских или германских выходцев, владеющих землёю…» при деревне Секизек отмечены 2 крупных землевладения: Дик Петра Генриховича, имевшего 1600 десятин земли и Мантель Вильгельма Мартыновича — 400 десятин.
После установления в Крыму Советской власти, по постановлению Крымревкома от 8 января 1921 года была упразднена волостная система и село вошло в состав вновь созданного Карасубазарского района Симферопольского уезда, а в 1922 году уезды получили название округов. 11 октября 1923 года, согласно постановлению ВЦИК, в административное деление Крымской АССР были внесены изменения, в результате которых округа ликвидировались, Карасубазарский район стал самостоятельной административной единицей и село включили в его состав. Согласно Списку населённых пунктов Крымской АССР по Всесоюзной переписи 17 декабря 1926 года, в селе Секизек, Тайганского сельсовета Карасубазарского района, числилось 24 двора, все крестьянские, население составляло 108 человек, из них 42 татарина, 35 немцев, 26 русских, 4 болгарина, 1 армянин. По данным всесоюзной переписи населения 1939 года в селе проживал 141 человек. Вскоре после начала Великой Отечественной войны, 18 августа 1941 года крымские немцы были выселены, сначала в Ставропольский край, а затем в Сибирь и северный Казахстан.
Судя по доступным данным, Степное было, либо основано на месте опустевшего Секизека, либо переименовано в период с 1948 года по 1954 год (в указе 1948 года Секизека нет) — на современных картах осталось урочище Степное. На 15 июня 1960 года село числилось в составе Зыбинского сельсовета. Ликвидировано Степное к 1968 году (согласно справочнику «Крымская область. Административно-территориальное деление на 1 января 1968 года» — в период с 1954 по 1968 год, как село Вишенского сельсовета).

### Динамика численности населения
| - 1805 год — 108 чел. - 1864 год — 49 чел. - 1889 год — 132 чел. - 1892 год — 129 чел. - 1900 год — 58 чел. | - 1911 год — 169 чел. - 1915 год — 91/12 чел. - 1926 год — 108 чел. - 1939 год — 141 чел. |